# Лахман, Ричард
Ри́чард Ла́хман (англ. Richard Lachmann; 17 мая 1956, Нью-Йорк — 19 сентября 2021) — американский социолог, специалист в области теории элит и сравнительной исторической социологии, профессор Университета штата Нью-Йорк в Олбани.
Наибольшую известность получил как автор книги «Капиталисты поневоле», которая была удостоена ряда наград, в том числе «Награды за выдающееся научное исследование от Американской ассоциации социологов». В этой работе Лахман выдвинул теорию, что взаимоотношения политических элит, а не классовая борьба и не любой другой набор факторов, предлагаемый другими историками, определили появление или непоявление капитализма в тех или иных государствах Европы на заре Нового времени. В дальнейшем он использовал эту теорию для анализа политического кризиса в США.

## Биография
Ричард Лахман родился 17 мая 1956 года в Нью-Йорке в семье немецких евреев, сбежавших из нацистской Германии. «И у отца, и у матери кто-то из родителей погиб во время Холокоста, поэтому я был осведомлён о фашизме и высоко ценил американскую демократию», — вспоминал он спустя многие годы. Отец Ричарда, Карл Эдуард Лахман (англ. Karl Eduard Lachmann), был сотрудником ООН, мать, Лотте Беккер Лахман (англ. Lotte Becker Lachmann), преподавала французский в колледже. Помимо Ричарда в семье воспитывались ещё брат и сестра.
Лахман получил престижное образование: он окончил Международную школу ООН, став одним из первых выпускников, получивших степень международного бакалавриата, затем поступил в Принстонский университет, который окончил в 1977 году с отличием, ещё через 2 года получил магистерскую степень в Гарвардском университете. В 1983 году там же защитил диссертацию на соискание докторской степени по социологии.
С 1983 по 1990 год Лахман занимал должность доцента (англ. assistant professor) на факультете социологии Висконсинского университета в Мадисоне. С 1990 года преподаёт на факультете социологии Университета в Олбани.

## Вклад в науку

### Формирование научных интересов
Свой интерес к социологии Лахман связывал с общим политическим фоном 70-х годов XX века: война во Вьетнаме, военный переворот в Чили, апартеид в ЮАР, индонезийская оккупация Восточного Тимора — эти и другие крупные события и явления на мировой арене заставляли американскую молодёжь задумываться о глубинных причинах политических потрясений: 

«Почему солдаты выстраиваются в очереди, чтобы умереть в империалистических войнах? Почему рабочие мирятся с ничтожными зарплатами и отчуждением труда? Ещё тогда, задолго до свинства рейгановской и клинтоновской эпох, не говоря уже о совсем распоясавшейся в своей безнаказанности администрации Джорджа Буша-младшего, я был поражён тем, о чём читал на страницах The New York Times (картина, которую рисовали небольшие левые издания, меня поражала ещё больше). Много раз выходя на улицу после прочтения новостей о последних бесчинствах [американского правительства], я почти на полном серьёзе задавался вопросом: „Где гильотины?“»
Оригинальный текст (англ.)Why did soldiers line up to die in imperialist wars? Why did workers put up with bad wages and alienating and dangerous labor? Even then, well before the piggishness of the Reagan and Clinton eras and still far from the unrestrained and boastful viciousness of the current [Bush] administration, I was stunned at what I read in the New York Times (and even more so when I saw the fuller reality presented in small leftist outlets). On many days I would walk outside after reading about the latest outrages and wonder more than half seriously: Where are the guillotines?

Лахман вспоминал, что после прочтения «Капитала» Маркса у него возникло ощущение, что в этой работе есть ответы на его вопросы, но преимущественно исторического характера. Поступив на социологический факультет Принстонского университета, молодой учёный оказался под влиянием теории модернизации и, по его собственному признанию, ему понадобилось несколько лет, чтобы осознать, что модернизация не тождественна капитализму. Только оказавшись в Гарварде с его полной свободой научной самореализации, Лахман смог сосредоточиться на том вопросе, который интересовал его больше всего, а именно — генезисе капитализма. Учёный полагал, что только поняв истоки этого явления, можно полностью осознать текущие тенденции его развития. Ознакомившись с работами крупнейших историков, изучавших данную тему, Лахман пришёл к выводу, что ни в одной из них не содержатся убедительные и внутренне непротиворечивые объяснения возникновения капитализма в одной стране и невозникновения в других. Это сподвигло его на разработку собственной теории, которая во многом основывалась на работах социологов Макса Вебера и Чарльза Райта Миллса, а также трудах британских историков (Лоуренса Стоуна, Кристофера Хилла и Эрика Хобсбаума). «Я пришёл к выводу, — признавался учёный, — что по сути и Маркс, и марксисты задавали правильные вопросы, но ответы на них требовали большой дозы анализа в духе веберианства и теории элит». В одном из интервью он признал, что его интерес к элитам был вызван прочтением работ Вебера, именно у последнего он позаимствовал тезис о существовании трёх элит (хотя сам Вебер этот термин не использовал): Короны, магнатов и духовенства.

### Конфликт элит и зарождение капитализма в Англии
В своей первой монографии «От манора к рынку» (1987) Лахман выдвинул идею, что переход крестьян от исполнения трудовых повинностей к наёмном труду в Англии стал возможен не благодаря классовому конфликту (как считали марксисты) или расширению внешней торговли (как полагали веберианцы), а в результате растянутого во времени конфликта элит, исход которого не мог быть предвиден никем. Лахман рассматривает конфликт на государственном уровне (между Короной, Церковью и магнатами) и на локальном уровне (между фермерами, землевладельцами и арендаторами). В ходе Реформации Генрих VIII нанёс сокрушительный удар церкви, секуляризировав монастырские земли и конфисковав церковное имущество. Корона не была заинтересована в том, чтобы земли, отчуждённые от Церкви, оказались в руках магнатов, всеми силами ограничивала их власть на местах, и в конечном результате плодами Реформации воспользовался новый класс фермеров-землевладельцев (джентри), которые приватизировали общинные земли, а вместе с ними присвоили себе доход аграрной революции, произведённой крестьянами-йоменами.
Книга получила достаточно высокую оценку со стороны специалистов, как социологов, так и историков-аграрников. Питер Бирман высоко оценил новизну идей и логичное, хорошо структурированное изложение. Рита Варнике оценила работу словами: «Этот провокативный и ясно изложенный анализ отвечает на вопросы, на которые не смогли дать ответы другие теории». Наиболее резкий отзыв оставила известный британский историк, специалист по аграрной истории Англии Джоан Тирск, которую Лахман раскритиковал в своей книге за пренебрежение уровнем инфляции. Тирск упрекнула автора книги в вольном обращении с фактами, невнимательном проставлении сносок и упорном желании подтянуть факты под свою концепцию.

### Конфликт элит в средневековой Европе
В следующей книге, «Капиталисты поневоле», вышедшей в 2000 году, Лахман применяет свою теоретическую модель к целому ряду нерешённых историко-социологических вопросов, которые так или иначе затрагивают проблему генезиса капитализма в средневековой Европе. По мнению учёного, все ранее существовавшие теории социального развития не могли в полной мере объяснить динамику экономического развития и социальные преобразования в рассматриваемый период и, главное, оказались полностью бессильны в тех случаях, когда было необходимо ответить на вопрос, почему генезис капитализма успешно произошёл в одной стране, или регионе, но не произошёл в другой.
В своей книге Лахман приходит к выводу, что первые капиталисты не были расчётливыми дельцами, которые смогли предугадать, что капитал окажется доходнее феодальной ренты: они действовали на свой страх и риск с единственной целью — в условиях политической турбулентности защитить свои политические и экономические позиции и при этом не имели представления о том, к каким последствия приведут их действия в долгосрочной перспективе. Лахман утверждает, что ни сами города, ни этика протестанизма сами по себе не ведут к появлению капитализму. Он критикует Фернана Броделя, Джованни Арриги и Иммануила Валлерстайна, приверженцев мир-системного анализа, за их неспособность объяснить, почему расцвет итальянских городов-государств в XV веке не привёл к появлению капитализма в Италии, почему в XVI веке экономическое лидерство перешло к голландцам, а ещё через столетие — к Англии.
Чтобы дать ответ на этот вопрос, Лахман последовательно прослеживает конфликты элит в Северной Италии, Голландии, Англии, Франции и Испании. Учёный показал, как автономия итальянских городов эпохи Возрождения была обусловлена борьбой пап, французских, бургундских и германских монархов, после чего уже конфликт местных элит дал толчок развитию торговли и рационального предпринимательства. Эти процессы в свою очередь помогли сформироваться институтам городского капитализма и задать его пределы. Особо выделен опыт Флоренции, где местные элиты, лишённые возможности участвовать в транснациональной торговле, занялись производством шерсти и шёлка и финансированием Святого Престола. Во Флоренции на протяжении столетий продолжался конфликт местных элит, которые периодически вынуждены были прибегать к помощи общественных групп, занимавших более низкое социальное положение, что повлекло за собой постепенный переход рычагов управления от аристократии к патрициям, а от тех — к новым элитам. Приходя к власти, каждая следующая элита пыталась предотвратить следующий виток развития конфликта, который мог бы угрожать достигнутым ею преимуществам — примером может служить история восстания чомпи. Борьба элит шла за возможность эксплуатации деревень вокруг Флоренции, и успешная рефеодализация в период правления достигших стабильности Медичи, заблокировав дальнейшее развитие конфликта, стала препятствием для развития города по капиталистическому пути.
Я думаю, в каждом обществе действуют две силы: классовый конфликт и конфликт между элитами правящего класса. Конфликт элит, как правило, первичен, поскольку элиты обладают большей манёвренностью. Когда между элитами происходит конфликт, это провоцирует разлом в обществе и открывает путь для классового конфликта. В итоге, изменения в социальной структуре могут быть поняты только как результат двух этих взаимодействующих конфликтов.
Конфликт голландских элит создал жёсткую, неэластичную структуру социальных отношений (англ. a rigid structure of social relations), которая позволила голландским купцам завоевать и колонизировать часть Америки и Азии. Однако в дальнейшем консолидация элит и социальное спокойствие в Голландии XVIII века привели к тому, что её социальная структура не менялась даже перед лицом геополитических и экономических вызовов со стороны британцев. Различные голландские элиты настолько окопались на своих позициях, что смогли блокировать реформы, даже когда стало абсолютно ясно, что прославленная голландская система не может противостоять ни в международной торговле, ни в мануфактурном производстве поднимающейся Британии.
Обращаясь к опыту Англии, учёный обнаруживает, что причины, характер и исход Английской революции во многом были определены взаимоотношениями элит, которые сложились в Англии за несколько веков до указанного события. Когда Генрих VIII (1509—1547) столкнулся с дефицитом казны и невозможностью введения дополнительных прямых налогов, он использовал Реформацию для секуляризации церковных земель. Независимость английской церкви от землевладельцев на провинциальном уровне создала такую ситуацию, при которой монархии требовалось контролировать всего несколько дюжин клириков на самом верху церковной иерархии, чтобы получить полный контроль над Церковью. Корона использовала имущество монастырей, чтобы обеспечить поддержку Реформации светской элитой. Генрих VIII продавал монастырские земли, драгоценности и бенефиции, чтобы оплатить войны, начатые в 1539 году, однако даже их хватило только на то, чтобы покрыть треть военных расходов. Преемники Генриха, Эдуард VI (1547—1553), Мария I (1554—1558) и Елизавета I (1558—1603), потратили оставшуюся часть доровского имущества на своих политических клиентов. За время их правления огромное количество пэров и джентри, даже католики по вере, стали собственниками земли или десятины, которые некогда принадлежали церкви и были захвачены во время упразднения монастырей. Когда на престол взошли Яков I и Карл I, они столкнулись с одной, но крупной проблемой: большая часть способов сбора налогов были заблокированы монополиями и привилегиями, розданными Елизаветой I.
Джентри, которые смогли возвыситься в годы безумной распродажи церковной собственности, не были интегрированы в политическую структуру страны и чувствовали, что их успех может оказаться слишком кратковременным, если королю придёт в голову мысль вернуть земли, либо же если Церковь по каким-либо причинам сможет восстановить былые позиции. События в Шотландии послужили для них хорошим уроком, показав ненадежность их имущественных прав в том случае, если корона сможет вернуть себе контроль над бывшей церковной собственностью. Страффордская кампания в Ирландии усилила их страхи относительно собственной судьбы. В ходе событий, известных как Английская революция, джентри объединились с той частью английских купцов, которые страдали от засилия торговых монополий, и смогли добиться приватизации былых держаний и тем самым обезопасить свою собственность от любых посягательств. Лахман соглашается с мнением видного историка-аграрника Роберта Аллена, что аграрную революцию в Британии произвели йомены, джентри же просто воспользовались плодами их труда, когда приватизировали земли, ранее им юридически не принадлежавшие.
Английские джентри не стали рантье, потому что это бы позволило смещённым элитам, в частности клиру, через какое-то время предъявить претензии на владение землями, которые ранее были церковными. <…> джентри стали капиталистами не потому, что они думали, что это прибыльнее, чем получать ренту. На самом деле они полагали, что потеряют доход, управляя коммерческими фермами (и поначалу действительно его теряли), просто они понимали, что это необходимо, чтобы защитить себя политически.
Ситуация во Франции отличалась от всех остальных стран Европы. Французские монархи не смогли присвоить себе основную часть клерикального имущества и должностей, которые остались под контролем светских семейств, тем самым лишившись возможности для строительства сильного горизонтального абсолютизма, такого как в Англии. В то же время неспособность французской короны реально контролировать национальную церковь позволила магнатам, менее крупным аристократам и городским нобилям перевести свои религиозные разногласия в политическую плоскость и создать соперничавшие католическую и гугенотскую (протестантскую) коалиции. Религиозный фракционизм создал зазор для французских королей, позволивший им «опуститься» и найти союзников в областях, туда, где ранее королевскому вмешательству мешали организации сплоченных магнатов. Обращение вниз для создания перекрывающихся и конкурирующих органов коррумпированных верных Короне держателей должностей стало единственной выигрышной стратегией саморасширения французской короны, приведшей к созданию второго по качеству, горизонтального абсолютизма. Французские элиты встраивались в государственный аппарат разрозненно: разные категории людей получали новые должности и концессии в разное время, и в результате каждая новая «волна» чиновников получала новый набор обязательств и преимуществ, отличный от тех, что имели их предшественники, занимавшие похожие должности. Появление новых чиновников влияло на положение их предшественников. Французские чиновники не могли защитить все свои привилегии и полномочия от новой когорты и конкурирующих элит так, как, к примеру, сделали элиты в ренессансной Флоренции, которые закрепили за собой определённые права навечно. Также французские чиновники не могли помешать созданию новых постов или дополнительному набору на уже существующие, как это удавалось делать голландским олигархам и их семействам в XVII—XVIII вв. при помощи договоров о соответствии.
Реакция. «Капиталисты поневоле» получила высокую оценку в научной прессе. В качестве несомненных достоинств книги рецензенты называли попытку автора охватить в своём исследовании разные страны и регионы, а также огромный список библиографии. Британский историк Розмари Хопкрофт назвала книгу «необходимой к прочтению для всех тех, кто заинтересован в истории становления современной Европы».
Вместе с тем многие основные положения книги были подвергнуты критике. Так, Роберт Дюплесси (англ. Robert DuPlessis; Суортмор-колледж), выступил с утверждением, что конфликт элит мог иметь значение для формирования того или иного типа государств, но для возникновения промышленного капитализма главную роль сыграла революция йоменов. Уильям Рубинштейн отмечал, что книга обрывается совершенно неожиданно и для читателя остаётся непонятно, как индустриальная революция вписывается в основной тезис Лахмана.
Розмари Хопкрофт в 2002 году тоже выступила с развёрнутой критикой Лахмана, к которой присоединился американский социолог Джек Голдстоун. Хопкрофт отмечала, что имеет два важных замечания к книге Лахмана:
- ей абсолютно непонятно, почему джентри, заняв доминирующие позиции в обществе и став элитой, не превратились в рантье, а вместо этого продолжали активно участвовать в производстве прибавочного продукта;
- по мнению Хопкрофт, Лахман недооценивает роль производственных отношений в некоторых регионах Европы, где коммунальные права продолжали существовать, но контроль элит был крайне слаб. Изменения, которые происходили в этих регионах, по мнению исследовательницы, оказали влияние на становление капитализма во всей Европе[17].

Джек Голдстоун, представитель Калифорнийской школы, доказывающий, что до середины XIX века не было никакой разницы в аграрном развитии Европы и Китая, счёл неубедительными практически все аргументы Лахмана, включая тезис об отличии горизонтального и вертикального абсолютизма, о конфликте элит как движущей силе социальных изменений и т. д. Вместо этого он предложил свою идею о том, что в основе различий развития Европы и Китая лежал «идеологически-эпистемологический разрыв», который относился скорее к сфере науки и филососфии, нежели экономики.

### Упадок элит в средневековой Европе
Последовательно развивая свою теорию, Лахман пришёл к выводу, что в тех случаях, когда элиты работают в противодействии и взаимно ограничивают попытки конкурентов установить единоличный контроль над источниками дохода, государство переживает подъём, и наоборот, если элиты делят между собой источники дохода и не взаимодействуют в вопросах государственной экономики и безопасности, государство переживает упадок. Так произошло со средневековыми Нидерландами, чьё поражение в войнах с Британией учёный объясняет делением правительственных должностей и сфер влияния между элитами, что в конечном счёте привело к разложению государственного аппарата и армии. Англии же, наоборот, удалось сохранять положение гегемона на протяжении веков именно благодаря тому, что в результате Гражданской войны и Славной революции были сформированы принципы государственного руководства, при которых противоборствующие элиты взаимно ограничивали себя. Джентри и купцы в рамках парламентской борьбы не допустили закостенения государственного аппарата и его разложения. Отсутствие клановых связей в армии и постоянный приток свежих кадров из низов обеспечивал воспроизведение компетентного руководства.

### Упадок США
Обратившись к истории США, Лахман обнаружил, что в 70-80-е гг. XX века в стране структура элит изменилась радикальным образом. Если после завершения Второй мировой войны власть капитала ограничивалась вмешательством государства и рабочим движением, то начиная с 70-х бизнес предпринял успешное контрнаступление, намереваясь подорвать силу профсоюзов и ограничить степень вмешательства государства в экономику. Кульминацией этих усилий стало время президентства Рональда Рейгана. Государственному контролю над корпорациями и за их слияниями и внутренними финансовыми потоками пришёл конец. Местные элиты, представители местного бизнеса, который раньше могли отстоять свои права в Сенате, были поставлены под удар и в конечном итоги были поглощены крупными финансовыми корпорациями. В итоге на государственном и локальном уровне сложился прочный союз между элитами, который позволяет им проявлять абсолютное единство в принятии решений, направленных на сохранение своего господствующего положения и противодействие неугодным им предложениям или нововведениям, даже если такое предложение может принести пользу населению страны в долгосрочной перспективе. По мнению Лахмана, как и в случае со средневековыми итальянскими городами-государствами, а также Испанией, Португалией, царской Россией и рядом другим империй монолитность элит США и их сплочённое действие в вопросах распределения государственного бюджета, в том числе военного, в конечном счёте приведут к упадку страны.
Лахман уделяет отдельное внимание нерациональной политике в распределении военных доходов, указывая на то, что военная машина США — это средство извлечения прибыли для олигархии, а не реальная армия, созданная для защиты интересов граждан страны. По мнению учёного, современная американская армия сталкивается с теми же проблемами нерационального использования средств, которые одолевали Нидерланды в XVII веке и мешали Франции эффективно оспаривать британское господство в XVIII веке: значительная часть нынешнего обширного военного бюджета США идет на «производство вооружений, которые слишком дороги, слишком быстры, слишком неизбирательны, слишком велики, слишком неманевренны и слишком мощны, чтобы использовать их в реальной войне. Еще меньше смысла в разработке оружия, затраты на разработку которого настолько велики, что они могут быть произведены только на продажу; тем более время разработки настолько велико — 10-15 лет — что за это время, покупатели могут стать врагами».

### Синтезирующие работы
В период с 2010 по 2013 годы Лахман выпустил две книги синтезирующего типа. В работе «Власть и государство» он предоставил обзор существующих научных теорий по вопросам происхождения государства, различиям в способности государств выбирать пути экономического развития, предоставлять своим гражданам социальные блага, а также возможности граждан оказывать влияние на политические решения в государстве.
В книге «Что такое историческая социология?» Лахман критически рассмотрел наиболее известные теории в области исторической социологии, затрагивающие вопросы генезиса капитализма, возникновения государств и империй, а также проблемы неравенства и проблемы гендеров. Лахман также показал, как на примере сильных и слабых работ в данной сфере гуманитарного знания можно определить наиболее продуктивный путь развития исторической социологии.

### Текущие проекты
В апреле 2016 года Лахман сообщил, что в настоящее время работает над двумя проектами. В книге «ВИП-пассажиры тонущего лайнера: привилегии элит и упадок великих держав, 1492—2015» он рассматривает упадок военных и экономических гегемонов на материале Европы Нового времени и современных Соединённых Штатов. В другой работе он исследует освещение средствами массовой информации гибели военных в Соединённых Штатах и Израиле с 1960-х до настоящего времени.

## Основные работы

### Книги
- Lachmann, Richard. From manor to market : Structural change in England, 1536-1640 :  [англ.]. — Madison, Wis. : University of Wisconsin Press, 1987. — 166 p. — ISBN 9780299114244.
- Lachmann, Richard. Capitalists in Spite of Themselves : Elite Conflict and Economic Transitions in Early Modern Europe :  [англ.]. — New York : Oxford University Press, 2000. — 314 p. — ISBN 9781280442421.
  -  (рус.) Лахманн, Ричард. Капиталисты поневоле: конфликт элит и экономические преобразования в Европе раннего Нового времени / пер. с англ. А. Лазарева. — М.: «Территория будущего», 2010. — 456 с. — ISBN 978-5-91129-061-0.
  - Chinese translation, Fudan University Press, 2013.
- Lachmann, Richard. States and power :  [англ.]. — Cambridge : Polity Press, 2010. — 234 p. — ISBN 9780745645391.
  - Chinese translation, Shanghai People’s Publishing House, 2013.
  - Государства и власть. — Издательский дом «Дело» РАНХиГС, 2020. — 352 с. — ISBN 978-5-85006-184-5
- Lachmann, Richard. What Is Historical Sociology? :  [англ.]. — Cambridge : Polity Press, 2013. — 160 p. — ISBN 9781280442421.
  -  (рус.) Лахман, Ричард. Что такое историческая социология? / пер. с англ. М. В. Дондуковского; под науч. ред. А. А. Смирнова. — М. : Издательский дом «Дело» РАНХиГС, 2016. — 240 с. — ISBN 978-5-7749-0978-0.
  - Chinese translation, Commercial Press, forthcoming.
- Lachmann, Richard. First-Class Passengers on a Sinking Ship: Elite Politics and the Decline of Great Powers (англ.). — Verso Books, 2020.
  - Лахман, Ричард. Пассажиры первого класса на тонущем корабле. Политика элиты и упадок великих держав. — Издательство книжного магазина «Циолковский», 2022. — 616 с. — ISBN 978-5-6046411-8-7.

### Основные статьи
Ниже приведены только те статьи, которые были изданы в рецензируемых журналах. Информация почерпнута из CV Лахмана
- Lachmann, R. Feudal Elite Conflict and the Origins of English Capitalism :  [англ.] // Politics and Society. — 1985. — Vol. 14, no. 3. — P. 349—378.
- Lachmann, R.; Adams, J. Absolutism’s Antinomies: Class Formation, State Fiscal Structures and the Origins of the French Revolution :  [англ.] // Political Power and Social Theory. — 1988. — Vol. 7. — P. 135—75.
- Lachmann, R. Graffiti as Career and Ideology :  [англ.] // American Journal of Sociology. — 1988. — Vol. 94, no. 2. — P. 229—250. — JSTOR 2780774.
- Lachmann, R. The Origins of Capitalism and the State in Western Europe :  [англ.] // Annual Review of Sociology. — 1989. — Vol. 15. — P. 47—72. — JSTOR 2083218.
- Lachmann, R. Elite Conflict and State Formation in 16th- and 17th-Century England and France :  [англ.] // American Sociological Review. — 1989. — Vol. 54, no. 2. — P. 141—162. — JSTOR 2095787.
- Lachmann, R. Class Formation without Class Struggle :  [англ.] // American Sociological Review. — 1990. — Vol. 55, no. 3. — P. 398—414. — JSTOR 2095764.
- Lachmann, R.; Pichardo, N. Making History From Above and Below :  [англ.] // Social Science History. — 1994. — Vol. 18, no. 4. — P. 497—504. — JSTOR 2095764.
- Lachmann, R. Comparisons Within a Single Social Formation: A Critical Appreciation of Perry Anderson's Lineages of the Absolutist State :  [англ.] // Qualitative Sociology. — 2002. — Vol. 25, no. 1. — P. 83—92. — doi:10.1023/A:1014308324923.
- Lachmann, R. Elite Self-Interest and Economic Decline in Early Modern Europe :  [англ.] // American Sociological Review. — 2003. — Vol. 68, no. 3. — P. 346—372. — JSTOR 1519728.
- Lachmann, R. Greed and Contingency: State Fiscal Crises and Imperial Failure in Early Modern Europe :  [англ.] // American Journal of Sociology. — 2009. — Vol. 115, no. 1. — P. 39—73. — doi:10.1086/597793.
  -  (кит.)理查德·拉什曼；徐向科；陈周旺. 国家的迷思:精英侵吞与财政危机 // 复旦政治学评论. — 2009. — Vol. 7. — P. 105—133.
- Lachmann, R. Nationalism in a Post-Hegemonic World :  [англ.] // Review (Fernand Braudel Center). — 2011. — Vol. 34, no. 3. — P. 259—283. — JSTOR 23631059.
- Lachmann, R. The Roots of American Decline :  [англ.] // Contexts. — 2011. — Vol. 10, no. 1. — P. 44—49.
- Lachmann, R. Between a Rock and a Hard Place :  [англ.] // Contexts. — 2012. — Vol. 11, no. 3. — P. 20—21.
- Lachmann, R. Toward a Sociology of Wealth: Definitions and Historical Comparisons :  [англ.] // Sociologia : Revista da Faculdade de Letras da Universidade do Porto. — 2013. — Vol. 26. — P. 11—36.
- Lachmann, R. Hegemons, Empires, and their Elites :  [англ.] // Sociologia, Problemas e Práticas (Portugal). — 2014. — No. 75. — P. 60—69. — doi:10.1016/j.poetic.2014.01.004.
- Lachmann, R.; Pain, P., Gauna, А. Museums in the New Gilded Age: Collector exhibits in New York art museums, 1945–2010 :  [англ.] // Poetics. — 2014. — Vol. 43. — P. 9—38.
- Lachmann, R. From Consensus to Paralysis in the United States, 1960—2012 :  [англ.] // Political Power and Social Theory. — 2014. — Vol. 26. — P. 195—233.
- Lachmann, R.; Mitchell, Lacy. The Changing Face of War in Textbooks: Depictions of World War II and Vietnam, 1970—2009 :  [англ.] // Sociology of Education. — 2014. — Vol. 87, no. 3. — P. 188—203.
- Lachmann, R.; Fiona Rose-Greenland. Why We Fell: Declinist Writing and Theories of Imperial Failure in the Longue Durée :  [англ.] // Poetics. — 2015. — Vol. 50. — P. 1—19.
- «Neoliberalism, the Origins of the Global Crisis, and the Future of States» pp. 463–84 in The Sociology of Development Handbook, edited by Gregory Hooks (University of California Press, 2016).
- Lachmann, R.; Abby Stivers. The culture of sacrifice in conscript and volunteer militaries: The U.S. Medal of Honor from the Civil War to Iraq, 1861–2014 :  [англ.] // American Journal of Cultural Sociology. — Vol. 4, no. 3. — P. 323—358.
- «The Comparative Study of Empires» forthcoming in Sage Handbook of Political Sociology, edited by Stephen Turner and William Outhwaite.